# Gare de Vang Vieng
La gare de Vang Vieng (en lao : ສະຖານີ ວັງວຽງ / Sathani Vanguaiang) est une gare ferroviaire de la ligne Boten - Vientiane. Elle est située sur les abords de la route nationale 13 à Vang Vieng, district de Vangvieng (en) dans la province de Vientiane, au Laos.

## Situation ferroviaire
Elle est la troisième gare sur la ligne ferroviaire Boten - Vientiane en partant de Vientiane, qui rejoint la gare de la ville frontalière de Boten. Un trajet de Vientiane à Vang Vieng par train dure une heure, contre quatre heures par voiture.

## Histoire
Construite par China Railway Construction, la gare est terminée le 4 novembre 2021. La ligne est mise en service le 3 décembre.
Le 18 janvier 2022, la gare ouvre au transport de marchandises, rejoignant les gares de Vientiane-sud (ja) et Nateuy, les deux seules autres gares offrant le transport de marchandises.

## Service des voyageurs

### Accueil
La gare, d'une superficie d'environ 5 000 mètres carrés peut accueillir jusqu'à 600 voyageurs. La structure est faite de béton et s'inspire de l'architecture traditionnelle chinoise. Elle s'inspire aussi du paysage de Vang Vieng, semé de montagnes et de rivières.

### Desserte
La gare de Vang Vieng a deux quais servant quatre voies.